# Kiko Porto
Francisco Melo Domingues Porto (Recife, 28 de agosto de 2003), conhecido como Kiko Porto, é um automobilista brasileiro que compete atualmente no US F2000 National Championship, pilotando pela DEForce Racing.
Sagrou-se campeão da US F2000 National Championship na temporada de 2021.

## Registros de competições
| Temporada | Series                         | Equipe         | Corridas | Vitórias | Pole positions | Voltas mais rápidas | Pódios | Pontos | Posição |
| --------- | ------------------------------ | -------------- | -------- | -------- | -------------- | ------------------- | ------ | ------ | ------- |
| 2018      | Formula Academy Sudamericana   |                | 2        | 0        | 0              | 0                   | 1      | 25     | 15º     |
| 2019      | Fórmula 4 Estados Unidos       | DEForce Racing | 17       | 3        | 0              | 0                   | 8      | 220    | 2º      |
| 2020      | US F2000 National Championship | DEForce Racing | 12       | 1        | 1              | 2                   | 4      | 198    | 10º     |
| 2021      | US F2000 National Championship | DEForce Racing | 18       | 4        | 6              | 1                   | 10     | 413    | 1º      |

## Resultados em corrida de monopostos nos EUA

#### US F2000 National Championship
| Ano  | Equipe         | 1      | 2     | 3     | 4      | 5      | 6      | 7     | 8     | 9     | 10    | 11    | 12     | 13    | 14    | 15    | 16    | 17    | 18    | Classificação | Pontos |
| ---- | -------------- | ------ | ----- | ----- | ------ | ------ | ------ | ----- | ----- | ----- | ----- | ----- | ------ | ----- | ----- | ----- | ----- | ----- | ----- | ------------- | ------ |
| 2020 | DEForce Racing | ROA    | ROA   | MOH 8 | MOH 18 | MOH 11 | LOR 14 | IMS 3 | IMS 4 | IMS 3 | MOH 7 | MOH 8 | MOH 11 | NJM   | NJM   | NJM   | STP 1 | STP 2 |       | 10º           | 198    |
| 2021 | DEForce Racing | ALA 10 | ALA 4 | STP 5 | STP 2  | IMS 7  | IMS 3  | IMS 1 | LOR 4 | ROA 1 | ROA 5 | MOH 2 | MOH 1  | MOH 5 | NJM 1 | NJM 2 | NJM 8 | MOH 3 | MOH 3 | 1º            | 413    |